# Adrian Grenier

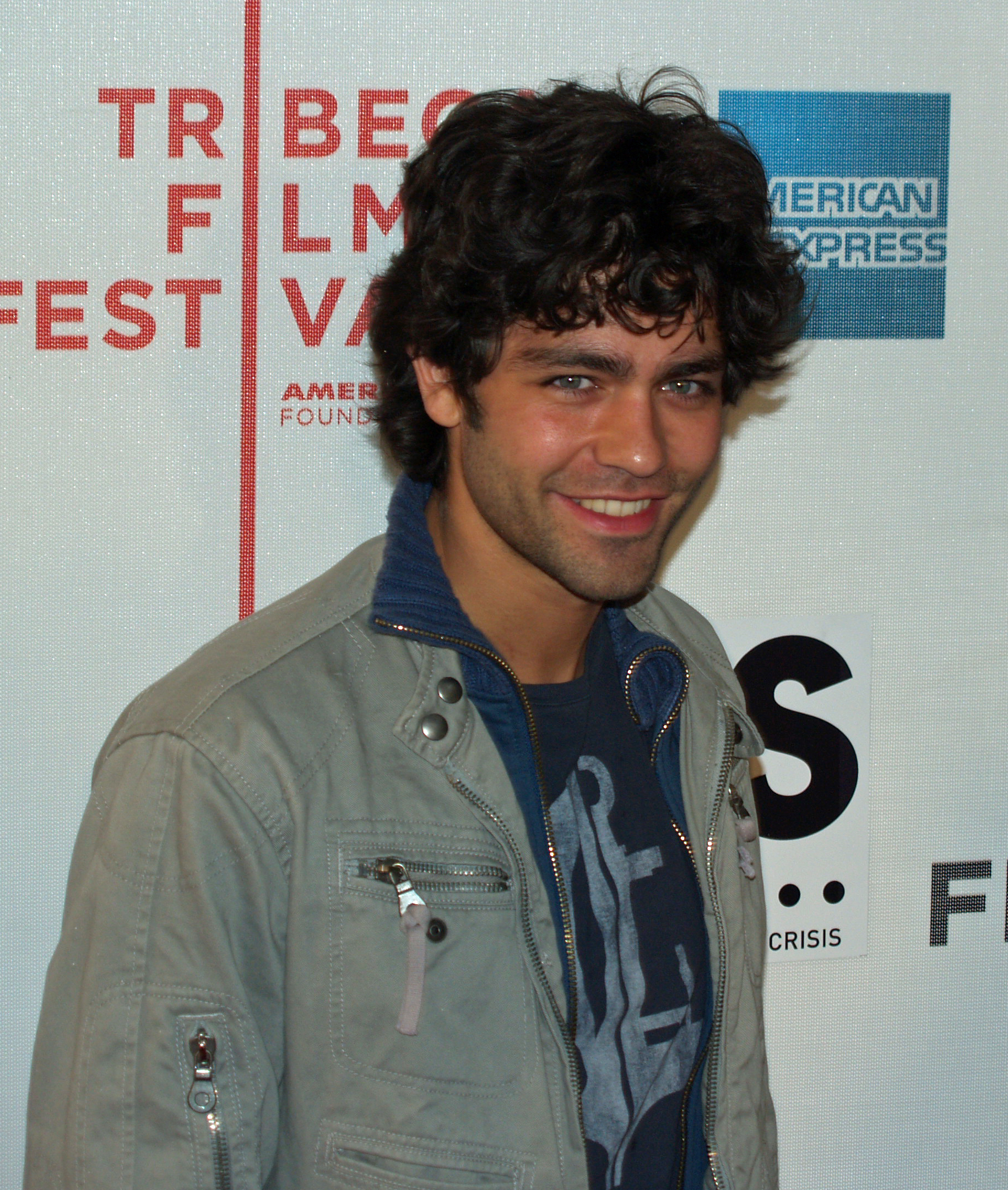
Adrian Grenier im Jahr 2007

Adrian Grenier (* 10. Juli 1976 in Santa Fe, New Mexico) ist ein US-amerikanischer Schauspieler und Musiker.

## Leben und Leistungen
Grenier ist der Sohn von Karesse Grenier und John Dunbar. 
Er studierte am Bard College und nahm Musikunterricht bei Nancy Hillman. Er tritt als Schlagzeuger der Band The Honey Brothers auf. Als Schauspieler debütierte er im Jahr 1997 in einer Nebenrolle im Filmdrama Arresting Gena, im gleichen Jahr spielte er im Film Hurricane von Morgan J. Freeman. In der Komödie The Adventures of Sebastian Cole (1998) übernahm er die Hauptrolle.
In der Komödie Drive Me Crazy (1999) spielte Grenier eine der Hauptrollen neben Melissa Joan Hart. Er trat ebenfalls neben Melissa Joan Hart im Musikvideo zum Lied (You Drive Me) Crazy von Britney Spears auf. In der Komödie Harvard Man (2001) spielte er eine der Hauptrollen neben Sarah Michelle Gellar. Weitere Hauptrollen folgten im preisgekrönten Filmdrama Bringing Rain (2003) und im Thriller A Perfect Fit (2005). Für den Film Bringing Rain komponierte er ebenfalls die Filmmusik.
Von 2004 bis 2011 war er in einer der Hauptrollen in der Fernsehserie Entourage zu sehen. 2015 war er in dem gleichnamigen Kinofilm zu sehen.

## Filmografie (Auswahl)
- 1997: Arresting Gena
- 1998: Hurricane
- 1998: Celebrity – Schön, reich, berühmt (Celebrity)
- 1998: The Adventures of Sebastian Cole
- 1999: Drive Me Crazy
- 2000: Abgedreht – In der Gewalt des Cecil B. (Cecil B. DeMented)
- 2001: Harvard Man
- 2001: A.I. – Künstliche Intelligenz (Artificial Intelligence: AI)
- 2002: Love In the Time of Money
- 2002: Das Tribunal (Hart’s War)
- 2003: Anything Else
- 2003: Bringing Rain
- 2004–2011: Entourage (Fernsehserie)
- 2005: A Perfect Fit
- 2006: Der Teufel trägt Prada (The Devil Wears Prada)
- 2007: Off Hour
- 2008: Adventures of Power
- 2014: Goodbye World
- 2015: Entourage
- 2016: Marauders
- 2017: Arsenal
- 2017: Love at First Glance
- 2020: Stage Mother
- 2021: Clickbait (Miniserie)